# 御津町佐脇浜
御津町佐脇浜（みとちょうさわきはま）は、愛知県豊川市の地名。

## 地理
豊川市南部に位置する。東は御津町下佐脇、御津町安礼の崎、西から北は三河湾、南は豊橋市新西浜町に接する。

### 字一覧
- 1号地（いちごうち）
- 2号地（にごうち）
- 3号地（さんごうち）

### 施設
- 三河臨海緑地[1]

### 交通
- 愛知県道395号東三河臨海公園線

## 歴史

### 沿革
- 1980年（昭和55年） - 宝飯郡御津町大字佐脇浜が、公有地水面埋立地に起立する[2]。

### WEB
1. ↑  “愛知県豊川市の町丁・字一覧”.   人口統計ラボ. 2024年5月1日閲覧。
2. ↑  “大字別世帯数人口集計表” (XLSX). 豊川市ホームページ.   豊川市役所. 2024年12月1日閲覧。
3. ↑  “読み仮名データの促音・拗音を小書きで表記するもの(zip形式) 愛知県” (zip).   日本郵便 (2024年2月29日). 2024年3月26日閲覧。
4. ↑  “市外局番の一覧” (PDF).   総務省 (2022年3月1日). 2022年3月22日閲覧。
5. ↑  “ナンバープレートについて”.   一般社団法人愛知県自動車会議所. 2024年1月21日閲覧。

### 書籍
1. 1 2 3  「角川日本地名大辞典」編纂委員会 1989, p. 2022.
2. ↑  「角川日本地名大辞典」編纂委員会 1989, p. 618.